# Movistar Team (femenino)
El Movistar Team (código UCI: MOV) es un equipo ciclista femenino de España de categoría UCI Women's WorldTeam, máxima categoría femenina del ciclismo en ruta a nivel mundial.

## Historia
El impulso de la corporación española Telefónica y Abarca Sports, unieron esfuerzos para que a partir del año 2018 el equipo filial Movistar Team tenga también participación con un equipo de ciclismo femenino. La finalidad es apoyar al ciclismo de féminas en el país de España y que apuesta por dotar a las ciclistas españolas de los mejores medios deportivos para competir en el pelotón internacional, contando con los mismos materiales que el equipo masculino.
Movistar colaborará además con la Real Federación Española de Ciclismo en distintos proyectos de apoyo a la base y fomento del deporte femenino, con el objetivo de llegar a las 1,9 millones de españolas que lo practican en algún momento del año.

## Material ciclista
El equipo utiliza bicicletas Canyon y componentes SRAM. Usan la marca Alemana Abus para los cacos, y en la vestimenta, usan la conocida marca Murciana Gobik.

## Clasificaciones UCI
Las clasificaciones del equipo y de su ciclista más destacada son las siguientes:
| Temporada | Clasificación por equipos | Mejor corredora      | Posición |
| 2018      | 10.º                      | Małgorzata Jasińska  | 21.ª     |
| 2019      | 13.º                      | Mavi García          | 32.ª     |
| 2020      | 16.º                      | Katrine Aalerud      | 52.ª     |
| 2021      | 3.º                       | Annemiek van Vleuten | 1.ª      |
| 2022      | 5.º                       | Annemiek van Vleuten | 1.ª      |
| 2023      | 5.º                       | Annemiek van Vleuten | 5.ª      |
| 2024      |                           |                      |          |

## Palmarés
Para años anteriores véase: Palmarés del Movistar Team Women.

### Palmarés 2025

#### UCI WorldTour Femenino
| Fechas      | Carreras                                      | Ganadora       |
| 24 de mayo  | 3.ª etapa de la Vuelta a Burgos Féminas       | Marlen Reusser |
| 25 de mayo  | 4.ª etapa de la Vuelta a Burgos Féminas (CRI) | Marlen Reusser |
| 25 de mayo  | Vuelta a Burgos Féminas                       | Marlen Reusser |
| 7 de junio  | 3.ª etapa de la Vuelta a Gran Bretaña         | Cat Ferguson   |
| 12 de junio | 1.ª etapa de la Vuelta a Suiza                | Marlen Reusser |
| 15 de junio | 4.ª etapa de la Vuelta a Suiza                | Marlen Reusser |
| 15 de junio | Vuelta a Suiza                                | Marlen Reusser |
| 6 de julio  | 1.ª etapa del Giro de Italia (CRI)            | Marlen Reusser |
| 11 de julio | 6.ª etapa del Giro de Italia                  | Liane Lippert  |
| 13 de julio | 8.ª etapa del Giro de Italia                  | Liane Lippert  |

#### UCI ProSeries
| Fechas     | Carreras                   | Ganadora     |
| 14 de mayo | Clásica Féminas de Navarra | Cat Ferguson |

#### Calendario UCI Femenino
| Fechas      | Carreras     | Ganadora       |
| 26 de enero | Trofeo Palma | Marlen Reusser |

#### Campeonatos nacionales
| Fechas      | Carreras                                | Ganadora       |
| 22 de junio | Campeonato de Serbia en Ruta            | Jelena Erić    |
| 26 de junio | Campeonato de Suiza Contrarreloj (CRI)  | Marlen Reusser |
| 27 de junio | Campeonato de Canadá Contrarreloj (CRI) | Olivia Baril   |
| 29 de junio | Campeonato de España en Ruta            | Sara Martín    |

## Plantillas
Para años anteriores, véase Plantillas del Movistar Team Women

### Plantilla 2025
| Integrantes del equipo 2025                     | Integrantes del equipo 2025 | Integrantes del equipo 2025               | Integrantes del equipo 2025 |
| Corredor                                        | Fecha de nacimiento         | Equipo previo                             |                             |
| ----------------------------------------------- | --------------------------- | ----------------------------------------- | --------------------------- |
| Olivia Baril                                    | 10 de octubre de 1997       | UAE Team ADQ (2023)                       |                             |
| Aude Biannic                                    | 27 de marzo de 1991         | FDJ-Nouvelle Aquitaine-Futuroscope (2017) |                             |
| Jelena Erić                                     | 15 de enero de 1996         | Alé Cipollini (2019)                      |                             |
| Cat Ferguson                                    | 27 de abril de 2006         | Shibden Apex RT (2024)                    |                             |
| Sheyla Gutiérrez                                | 1 de enero de 1994          | Cylance (2018)                            |                             |
| Liane Lippert                                   | 13 de enero de 1998         | Team DSM (2022)                           |                             |
| Carys Lloyd                                     | 31 de diciembre de 2006     | Tofauti Everyone Active (2024)            |                             |
| Floortje Mackaij                                | 18 de octubre de 1995       | Team DSM (2022)                           |                             |
| Ana Vitória Magalhães                           | 24 de octubre de 2000       | Bepink-Bongioanni (2024)                  |                             |
| Sara Martín                                     | 22 de marzo de 1999         | Sopela Women's Team (2020)                |                             |
| Mareille Meijering                              | 11 de marzo de 1995         | Zaaf Cycling Team (2023)                  |                             |
| Paula Patiño                                    | 29 de marzo de 1997         | Centro Mundial de Ciclismo (2018)         |                             |
| Marlen Reusser                                  | 20 de septiembre de 1991    | SD Worx-Protime (2024)                    |                             |
| Laura Ruiz Pérez                                | 18 de junio de 2004         | Eneicat-CMTeam-Seguros Deportivos (2023)  |                             |
| Lucía Ruiz Pérez                                | 18 de junio de 2004         | Eneicat-CMTeam-Seguros Deportivos (2023)  |                             |
| Arlenis Sierra                                  | 7 de diciembre de 1992      | A.R. Monex Women's (2021)                 |                             |
| Claire Steels                                   | 9 de noviembre de 1986      | Israel-Premier Tech Roland (2023)         |                             |
| Paula Ostiz Taco (1 de ago–31 de dic, aprendiz) | 12 de enero de 2007         | Baqué Cycling Team (2025)                 |                             |
|                                                 |                             |                                           |                             |
| Fuente: ProCyclingStats                         |                             |                                           |                             |